# Angel Witch (album)
Albums de Angel Witch
Screamin' 'n' Bleedin'
(1985)
Singles
1. Angel Witch
Sortie : 1980
2. Sweet Danger
Sortie : 1980

Angel Witch est le premier album du groupe de heavy metal anglais Angel Witch. Il est sorti le 12 mars 1980 sur le label Bronze Records et a été produit par Martin Smith.

## Historique
En 1979 le groupe se fait remarquer par le label major EMI grâce au titre "Baphomet" qui figure sur la compilation Metal for Muthas qui regroupe des titres de formations faisant partie de la NWOBHM. Le groupe sort alors un premier single "Sweet Danger", en mai 1979, qui fit une courte apparition dans les charts britanniques (1 semaine à la 75e place). EMI, peu satisfait des résultats du single, annula le contrat d'enregistrement. Le label Bronze Records signa le groupe et lui permet d'entrer dans les studios Roundhouse de Londres, en septembre 1979 pour l'enregistrement de cet album.
Fils spirituel de Black Sabbath, Angel Witch propose pourtant ici un album qui n'adopte pas un son doom metal. Les titres sont plus rapides, moins lourds, menés par une guitare galopante et transpercées de solos rapides plus proches de Judas Priest, voire du thrash metal que de Tony Iommi & cie. Les thèmes des chansons sont influencés par la mythologie ou l'occultisme avec des titres qui parlent de Gorgones, de sorcières de l'Atlantis, de Baphomet ou de l'ange de la mort. Kevin Heybourne avouera dans une interview avoir lu et regardé beaucoup de livres et de films d'horreur, et qu'il se sentait plus créatif sur ce sujet que sur les chansons d'amour.
La pochette de l'album est une représentation de l'œuvre du peintre anglais John Martin intitulée The Fallen Angels entering Pandemonium que l'on trouve notamment dans le premier volume de l'œuvre de John Milton, Le Paradis perdu. Au recto de la pochette trône une image de Baphomet qui vient du livre de Éliphas Lévi Dogme et rituels de haute magie (1854).
L'album a reçu des critiques positives, sauf de la part de Paul Suter, journaliste du très influent journal musical anglais Sounds. Alex Henderson de AllMusic lui attribua 4,5 étoiles, comparant certaines chansons comme Sorcerers, White Witch ou Angel of Death comme des classiques du heavy metal, influencés par des groupes comme Judas Priest, Rainbow et Black Sabbath.
La tournée qui suivra la sortie de l'album verra le groupe partager l'affiche avec Girlschool et Tank. À la fin de la tournée, Heybourne et Riddles se sépareront de Dave Hog, le penchant pour ce dernier pour la bière l'empêchant d'assurer correctement lors des concerts. Il sera remplacé par Dave Dufort (frère de Denise Dufort, batteuse de Girlschool), qui venait de quitter le groupe suédois E.F. Band.
L'album connaîtra un grand nombre de rééditions, avec des titres bonus. La première édition américaine en 1986 sortira avec une pochette différente. Pour avoir la totalité de l'album et tous ses titres bonus ajoutés lors de nombreuses rééditions, il faut se procurer la réédition "Deluxe - 30th Anniversary" parue en 2010 sur le label Sanctuary Records.

## Liste des titres
- Tous les titres sont signés par Kevin Heybourne.

### Version originale

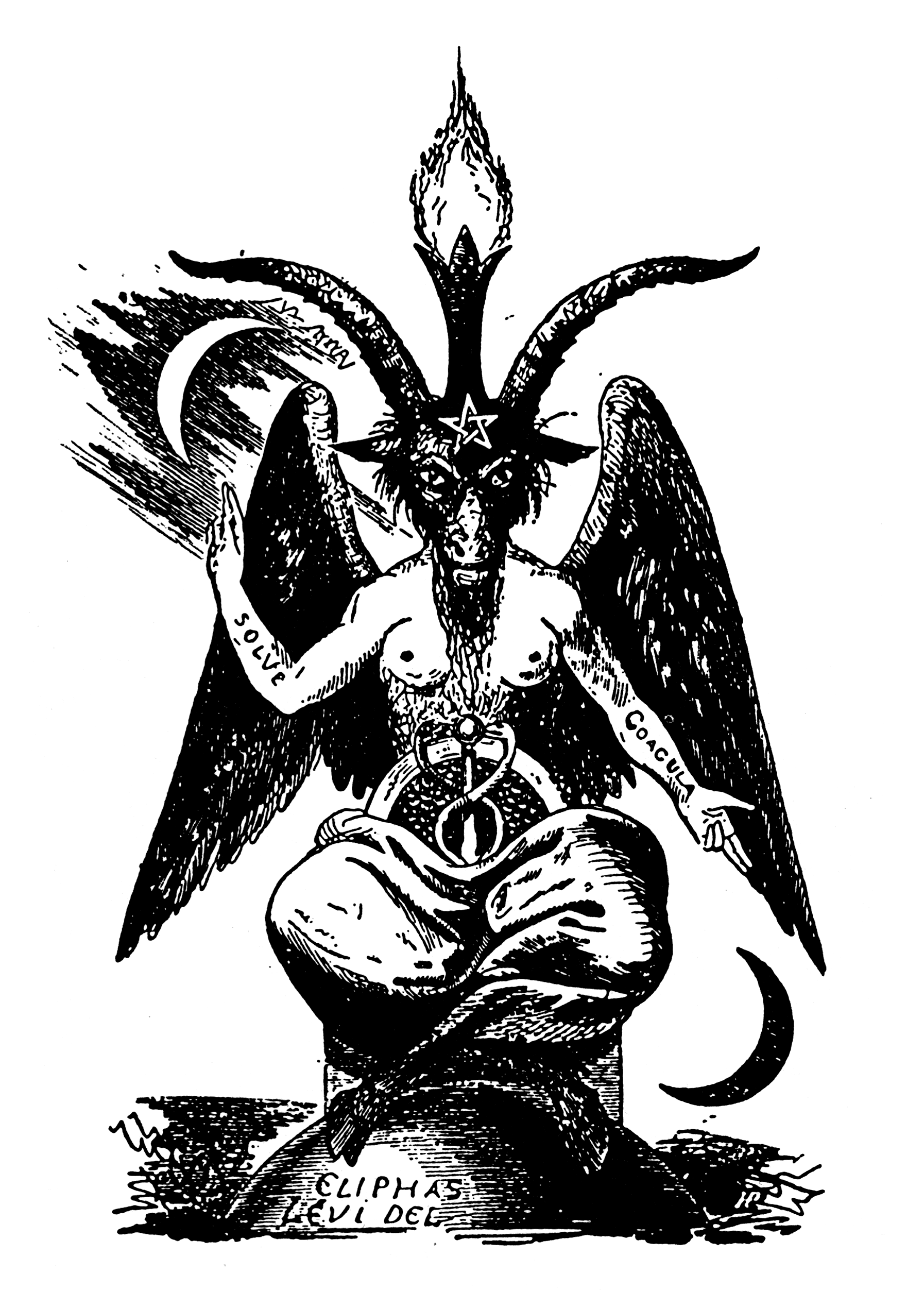
Baphomet (dessin de Éliphas Lévi) tel qu'il apparait sur le recto de la pochette

Face 1
1. Angel Witch - 3:22
2. Atlantis - 3:41
3. White Witch - 4:46
4. Confused - 2:51
5. Sorcerers - 4:13

Face 2
1. Gorgon - 4:04
2. Sweet Danger - 3:04
3. Free Man - 4:41
4. Angel of Death - 4:52
5. Devil's Tower - 2:23

### Edition 30th anniversary
- En 2010, Sanctuary Records ressorti l'album sous forme d'un CD double contenant en plus de l'album original, des démos, des titres enregistrés en public et l'Ep Loser sorti en 1981.

| 1.  | Angel Witch                                      | 3:23 |
| 2.  | Atlantis                                         | 3:42 |
| 3.  | White Witch                                      | 4:47 |
| 4.  | Confused                                         | 2:51 |
| 5.  | Sorcerers                                        | 4:14 |
| 6.  | Gorgon                                           | 4:04 |
| 7.  | Sweet Danger                                     | 3:04 |
| 8.  | Free Man                                         | 4:42 |
| 9.  | Angel of Death                                   | 4:52 |
| 10. | Devil's Tower                                    | 2:25 |
| 11. | Sweet Danger (BBC Friday Rock Show session)      | 3:11 |
| 12. | Angel of Death (BBC Friday Rock Show session)    | 5:11 |
| 13. | Extermination Day (BBC Friday Rock Show session) | 3:38 |
| 14. | Angel Witch (BBC Friday Rock Show session)       | 3:32 |

| Disc 2 | Disc 2                                 | Disc 2 | Disc 2 | Disc 2 | Disc 2 | Disc 2 | Disc 2 | Disc 2 | Disc 2 |
| No     | Titre                                  | Durée  |        |        |        |        |        |        |        |
| ------ | -------------------------------------- | ------ | ------ | ------ | ------ | ------ | ------ | ------ | ------ |
| 1.     | Devil’s Tower (Demo)                   | 5:52   |        |        |        |        |        |        |        |
| 2.     | White Witch (Demo)                     | 5:20   |        |        |        |        |        |        |        |
| 3.     | Baphomet (Demo)                        | 7:17   |        |        |        |        |        |        |        |
| 4.     | Sorceress (Demo)                       | 4:25   |        |        |        |        |        |        |        |
| 5.     | Extermination Day (Demo)               | 3:57   |        |        |        |        |        |        |        |
| 6.     | Flight Nineteen (Demo)                 | 6:28   |        |        |        |        |        |        |        |
| 7.     | Hades Paradise (Demo)                  | 6:07   |        |        |        |        |        |        |        |
| 8.     | Baphomet (Metal for Muthas LP version) | 4:57   |        |        |        |        |        |        |        |
| 9.     | Sweet Danger (12′ single A-side)       | 3:10   |        |        |        |        |        |        |        |
| 10.    | Hades Paradise (12′ single B-side)     | 4:37   |        |        |        |        |        |        |        |
| 11.    | Flight Nineteen (12′ single B-side)    | 5:52   |        |        |        |        |        |        |        |
| 12.    | Angel Witch (7′ single edit)           | 3:12   |        |        |        |        |        |        |        |
| 13.    | Gorgon (7′ B-side)                     | 4:04   |        |        |        |        |        |        |        |
| 14.    | Loser (7′ Loser EP A-side)             | 2:49   |        |        |        |        |        |        |        |
| 15.    | Suffer (7′ Loser EP B-side)            | 3:23   |        |        |        |        |        |        |        |
| 16.    | Dr. Phibes (7′ Loser EP B-side)        | 2:49   |        |        |        |        |        |        |        |
| 127:55 |                                        |        |        |        |        |        |        |        |        |

## Musiciens
- Kevin Heybourne: chant, lead guitare, guitares
- Kevin "Skids" Riddles: basse, claviers, chœurs
- Dave Hoog: batterie, percussions